# Entomopatogen
Un entomopatogen és un microorganisme (bacteri, fong, virus, nematode o protozou) que causa malalties a insectes i àcars.
Segons el cas, del punt de vista humà, poden ser útils o destructors. Així, els diferents variants del Bacillus thuringiensis (BT), un bacteri que parasita moltes espècies de lepidòpters es pot utilitzar per què és molt selectiu i no destrueix la fauna útil. Ans al contrari, el virus entomopatogen DWV (deformed wing virus o virus de la deformació de les ales), transportat pel paràsit Varroa destructor pot destruir un rusc d'abelles en pocs dies.

## Ús per al control biològic
Els entomopatògens obtenen un paper creixent en el control biològic de plagues en l'agricultura. L'ús sistemàtic d'enemics naturals, siguin microorganismes, paràsits o predadors com a insecticida biològic és un mètode de protecció de conreus prometedor, com que és selectiu i ben triat, i ans al contrari dels insecticides químics, no ataca altres insectes útils com abelles i marietes. Els entomopatògens actuen sobre l'insecte hoste per ingestió o altres cavitats fisiològiques.
Molt utilitzats són els fongs entomopatògens (es treballa amb més de set cents espècies). Aquests comencen la infecció de l'individu per la germinació de les espores sobre l'hoste, que van a parar-lo per dispersió ambiental (a través de l'aigua, l'aire, etc.). Les espores produeixen en l'hoste debilitat, desorientació, canvis de color o anorèxia. Les condicions més idònies perquè el fong actuï correctament han de ser de 25 °C i una alta humitat ambiental.
Pel que fa als nematodes entomopatògens, s'utilitzen amb èxit en el control de larves de coleòpters i d'insectes terrestres. Aquests penetren ràpidament al cos de l'insecte mitjançant orificis naturals fins que moren, en un laps d'un a tres dies. L'activitat entomopatògena d'aquests nematodes es fa gràcies a la simbiosi amb un grup de bacteris que són transportades fins a l'interior de l'hoste. En finalitzar la infecció, milers de noves larves de nematodes abandonen el cadàver i cerquen nous hostes. Permeten una acció ràpida i duradora en el temps, l'aplicació és fàcil i absolutament segura per l'home i el medi ambient. es poden difondre Virus en suspensions amb forma d'esprai.

## Etimologia
La paraula és un mot compost científic amb el prèfix entomo (insecte), l'infix -pato- (malaltia) i el sufix -gen (que genera).